# Cryptosepalum maraviense
Cryptosepalum maraviense es una especie de fanerógama de la familia de las fabáceas. Es originaria de África.

## Descripción
Es un arbusto con un rizoma leñoso del que surgen tallos erectos anuales.

## Distribución y hábitat
Se encuentra en los bosques caducifolios de Brachystegia-Julbernardia y, a menudo, abundante en amplias zonas de bosques de miombo y los bordes de suelos húmedos tropicales. A una altitud de 300-1800 m alt.

## Taxonomía
Cryptosepalum maraviense fue descrito por Daniel Oliver y publicado en Flora of Tropical Africa 2: 304. 1871.
Sinonimia
- Cryptosepalum crassiusculum P.A.Duvign.
- Cryptosepalum curtisiorum I.M.Johnst. (1924)
- Cryptosepalum elegans P.A.Duvign.
- Cryptosepalum subelegans P.A.Duvign.
- Cryptosepalum bifolium De Wild. (1913)
- Cryptosepalum boehmii Harms
- Cryptosepalum busseanum Harms
- Cryptosepalum dasycladum Harms (1901)
- Cryptosepalum debeerstii De Wild. (1902)
- Cryptosepalum delevoyi De Wild. (1925)
- Cryptosepalum hockii De Wild. (1913)
- Cryptosepalum pulchellum Harms (1901)
- Cryptosepalum robynsii De Wild. & Staner
- Cryptosepalum verdickii De Wild. (1902)[3]